# Neotanais gardineri
Neotanais gardineri is een naaldkreeftjessoort uit de familie van de Neotanaidae. De wetenschappelijke naam van de soort is voor het eerst geldig gepubliceerd in 1999 door Larsen.